# Lighthouse Family
Lighthouse Family war ein britisches Musikduo, welches von Mitte der 1990er- bis in die frühen 2000er-Jahre aktiv war, sich 2010 und 2019 zweimal neu gründete und 2022 zuletzt auflöste. Der in London geborene Sänger Tunde Baiyewu und der Londoner Keyboardmusiker Paul Tucker gründeten die Gruppe im Jahr 1993 in Newcastle upon Tyne nach einem Treffen während des Studiums an der Universität. Durch den guten Verkauf des Debütalbums Ocean Drive aus dem Jahr 1995 wurde die Band zu populären Vertretern des Easy Listening in ganz Europa.
Sie sind vor allem für ihre Lieder Free, Lifted, Ocean Drive, Raincloud und High bekannt.

## Geschichte
Sowohl Baiyewu als auch Tucker arbeiteten in Bars, als sie zum ersten Mal zusammentrafen. Gemeinsam nahmen sie Demos einer Reihe von Tuckers in den späten 1980er Jahren geschriebenen Liedern auf. Darunter zog eine Demo von „Ocean Drive“ die Aufmerksamkeit von Polydor Records A & R Direktor Colin Barlow auf sich, der im Jahr 1993 mit der Gruppe einen Vertrag zu einer sechs-monatigen Entwicklungsphase unterzeichnete.
Im Zuge der wirtschaftlichen Rezession in Großbritannien waren zu dieser Zeit bei den britischen Plattenfirmen vor allem an kurzfristigem Erfolg interessierte Künstler unter Vertrag. Im Gegensatz dazu erwartete Barlow, dass der Erfolg der Gruppe „10 Jahre oder mehr“ andauern würde. Zum Start des ersten Albums investierte Polydor ₤ 250.000 in die Band. Die Musik-Videos konnten nun auch im Ausland in Los Angeles und Las Vegas gedreht werden.
Die erste Single „Lifted“ wurde auf BBC Radio One sowie einer Reihe von BBC Local Radio-Stationen ausgestrahlt. The Chart Show zeigte das zugehörige Musik-Video. Dennoch hat dies 1995 nicht zu erheblichen Single- oder Albumverkäufen geführt; erst nachdem Lifted im Jahr 1996 wiederveröffentlicht wurde, kam das Lied unter die besten fünf der britischen Singlecharts. Ocean Drive, bekam bis Ende 1997 sechs Mal Platin, wobei es insgesamt 175 Wochen in den britischen Albumcharts verblieb.
Lighthouse Family stellten ihre Auftritte im Frühjahr 2003 aufgrund von vielen Werbeauftritten nach der Veröffentlichung von Whatever Gets You Through the Day im Jahr 2001 zurück. Dies hat beide Mitglieder zu individuellen Projekten geführt. Baiyewu wurde ein Solo-Künstler, während Tucker sich der Rockband The Orange Lights anschloss.

## Comeback
Im November 2010 kündigte das Duo eine Rückkehr der Lighthouse Family an und plante eine UK & Ireland Tour im Februar und März 2011. Es war die erste Aufführung von Lighthouse Family seit acht Jahren. In einem Interview des Frühstücksfernsehens BBC Breakfast am 17. Januar 2011, gibt Lighthouse Family bekannt, dass sie auch nach der ersten Auflösung noch miteinander gesprochen haben. Zudem gebe es keinen aktuellen definierten Zeitplan für die Veröffentlichung eines neuen Albums. Allerdings erwähnte Tucker während des Interviews, dass das Duo „Taschen ... voller Lieder“ hätte.

## Diskografie

### Studioalben
| Jahr | Titel                             | Höchstplatzierung, Gesamtwochen, AuszeichnungChartplatzierungen (Jahr, Titel, Platzierungen, Wochen, Auszeichnungen, Anmerkungen) | Höchstplatzierung, Gesamtwochen, AuszeichnungChartplatzierungen (Jahr, Titel, Platzierungen, Wochen, Auszeichnungen, Anmerkungen) | Höchstplatzierung, Gesamtwochen, AuszeichnungChartplatzierungen (Jahr, Titel, Platzierungen, Wochen, Auszeichnungen, Anmerkungen) | Höchstplatzierung, Gesamtwochen, AuszeichnungChartplatzierungen (Jahr, Titel, Platzierungen, Wochen, Auszeichnungen, Anmerkungen) | Anmerkungen                         |
| Jahr | Titel                             | DE | AT | CH | UK | Anmerkungen                         |
| ---- | --------------------------------- | --- | --- | --- | --- | ----------------------------------- |
| 1995 | Ocean Drive                       | DE26 (36 Wo.)DE | — | — | UK3 ×6Sechsfachplatin · (175 Wo.)UK                                                                                               | Erstveröffentlichung: Oktober 1995  |
| 1997 | Postcards from Heaven             | DE5 Platin · (77 Wo.)DE | AT18 Gold · (16 Wo.)AT | CH12 Platin · (27 Wo.)CH | UK2 ×4Vierfachplatin · (84 Wo.)UK                                                                                                 | Erstveröffentlichung: Oktober 1997  |
| 2001 | Whatever Gets You Through the Day | DE3 Platin · (42 Wo.)DE | AT21 (26 Wo.)AT | CH29 Gold · (25 Wo.)CH | UK7 Platin · (23 Wo.)UK | Erstveröffentlichung: November 2001 |
| 2019 | Blue Sky in Your Head             | — | — | — | UK3 Silber · (4 Wo.)UK | Erstveröffentlichung: 5. Juli 2019  |

### Kompilationen
| Jahr | Titel            | Höchstplatzierung, Gesamtwochen, AuszeichnungChartplatzierungen (Jahr, Titel, Platzierungen, Wochen, Auszeichnungen, Anmerkungen) | Höchstplatzierung, Gesamtwochen, AuszeichnungChartplatzierungen (Jahr, Titel, Platzierungen, Wochen, Auszeichnungen, Anmerkungen) | Höchstplatzierung, Gesamtwochen, AuszeichnungChartplatzierungen (Jahr, Titel, Platzierungen, Wochen, Auszeichnungen, Anmerkungen) | Höchstplatzierung, Gesamtwochen, AuszeichnungChartplatzierungen (Jahr, Titel, Platzierungen, Wochen, Auszeichnungen, Anmerkungen) | Anmerkungen                         |
| Jahr | Titel            | DE | AT | CH | UK | Anmerkungen                         |
| ---- | ---------------- | --- | --- | --- | --- | ----------------------------------- |
| 2002 | Greatest Hits    | DE12 Gold · (14 Wo.)DE | AT36 (10 Wo.)AT | CH66 (6 Wo.)CH | UK23 ×2Doppelplatin · (9 Wo.)UK                                                                                                   | Erstveröffentlichung: November 2002 |
| 2003 | The Very Best of | — | — | — | UK9 Platin + Silber (Re-Release) · (13 Wo.)UK                                                                                     | Erstveröffentlichung: April 2003    |

### Remixalben
- 2004: Relaxed & Remixed

### Singles
| Jahr | Titel Album                                                                          | Höchstplatzierung, Gesamtwochen, AuszeichnungChartplatzierungen (Jahr, Titel, Album, Platzierungen, Wochen, Auszeichnungen, Anmerkungen) | Höchstplatzierung, Gesamtwochen, AuszeichnungChartplatzierungen (Jahr, Titel, Album, Platzierungen, Wochen, Auszeichnungen, Anmerkungen) | Höchstplatzierung, Gesamtwochen, AuszeichnungChartplatzierungen (Jahr, Titel, Album, Platzierungen, Wochen, Auszeichnungen, Anmerkungen) | Höchstplatzierung, Gesamtwochen, AuszeichnungChartplatzierungen (Jahr, Titel, Album, Platzierungen, Wochen, Auszeichnungen, Anmerkungen) | Anmerkungen                              |
| Jahr | Titel Album                                                                          | DE | AT | CH | UK | Anmerkungen                              |
| ---- | ------------------------------------------------------------------------------------ | --- | --- | --- | --- | ---------------------------------------- |
| 1995 | Lifted Ocean Drive                                                                   | DE62 (17 Wo.)DE | AT36 (2 Wo.)AT | — | UK4 Platin · (12 Wo.)UK | Erstveröffentlichung: 22. Mai 1995       |
| 1995 | Ocean Drive                                                                          | DE69 (10 Wo.)DE | — | — | UK11 Gold · (11 Wo.)UK | Erstveröffentlichung: 9. Oktober 1995    |
| 1996 | Goodbye Heartbreak Ocean Drive                                                       | DE86 (6 Wo.)DE | — | — | UK14 (8 Wo.)UK | Erstveröffentlichung: 16. September 1996 |
| 1996 | Loving Every Minute Ocean Drive                                                      | DE98 (1 Wo.)DE | — | — | UK20 (7 Wo.)UK | Erstveröffentlichung: 16. Dezember 1996  |
| 1997 | Raincloud Postcards from Heaven                                                      | DE70 (9 Wo.)DE | — | — | UK6 (9 Wo.)UK | Erstveröffentlichung: 6. September 1997  |
| 1997 | High Postcards from Heaven                                                           | DE4 Gold · (27 Wo.)DE | AT4 (12 Wo.)AT | CH2 Gold · (30 Wo.)CH | UK4 Platin · (15 Wo.)UK | Erstveröffentlichung: 29. Dezember 1997  |
| 1998 | Lost in Space Postcards from Heaven                                                  | — | — | — | UK6 Silber · (8 Wo.)UK | Erstveröffentlichung: 22. Juni 1998      |
| 1998 | Question of Faith Postcards from Heaven                                              | DE66 (9 Wo.)DE | — | — | UK21 (7 Wo.)UK | Erstveröffentlichung: 5. Oktober 1998    |
| 1999 | Postcards from Heaven                                                                | — | — | — | UK24 (9 Wo.)UK | Erstveröffentlichung: 4. Januar 1999     |
| 2001 | (I Wish I Knew How It Would Feel to Be) Free / One Whatever Gets You Through the Day | DE10 (16 Wo.)DE | AT14 (16 Wo.)AT | CH26 (20 Wo.)CH | UK6 (9 Wo.)UK | Erstveröffentlichung: 5. November 2001   |
| 2002 | Run Whatever Gets You Through the Day                                                | — | AT75 (1 Wo.)AT | CH71 (7 Wo.)CH | UK30 (5 Wo.)UK | Erstveröffentlichung: 4. März 2002       |
| 2002 | Happy Whatever Gets You Through the Day                                              | DE82 (6 Wo.)DE | — | — | UK51 (2 Wo.)UK | Erstveröffentlichung: 1. Juli 2002       |

## Auszeichnungen für Musikverkäufe
| Goldene Schallplatte - Belgien - 1998: für die Single High - Italien - 2019: für die Single High - Niederlande - 1998: für das Album Postcards from Heaven - Spanien - 2001: für das Album Whatever Gets You Through the Day Platin-Schallplatte - Australien - 1998: für das Album Postcards from Heaven - 1998: für die Single High - Europa - 2002: für das Album Whatever Gets You Through the Day - Neuseeland - 2021: für die Single High - Spanien - 2024: für die Single High | 2× Platin-Schallplatte - Europa - 1998: für das Album Postcards from Heaven - 1999: für das Album Ocean Drive - Neuseeland - 1998: für das Album Postcards from Heaven - Spanien - 1999: für das Album Postcards from Heaven |

Anmerkung: Auszeichnungen in Ländern aus den Charttabellen bzw. Chartboxen sind in ebendiesen zu finden.
| Land/RegionAuszeichnungen für Musikverkäufe (Land/Region, Auszeichnungen, Verkäufe, Quellen) | Silber     | Gold       | Platin       | Verkäufe    | Quellen             |
| -------------------------------------------------------------------------------------------- | ---------- | ---------- | ------------ | ----------- | ------------------- |
| Australien (ARIA)                                                                            | —          | —          | 2× Platin2   | 140.000     | aria.com.au         |
| Belgien (BRMA)                                                                               | —          | Gold1      | —            | 25.000      | ultratop.be         |
| Deutschland (BVMI)                                                                           | —          | 2× Gold2   | 2× Platin2   | 1.200.000   | musikindustrie.de   |
| Europa (IFPI)                                                                                | —          | —          | 5× Platin5   | (5.000.000) | ifpi.org            |
| Italien (FIMI)                                                                               | —          | Gold1      | —            | 25.000      | fimi.it             |
| Neuseeland (RMNZ)                                                                            | —          | —          | 3× Platin3   | 60.000      | radioscope.co.nz    |
| Niederlande (NVPI)                                                                           | —          | Gold1      | —            | 50.000      | nvpi.nl             |
| Österreich (IFPI)                                                                            | —          | Gold1      | —            | 25.000      | ifpi.at             |
| Schweiz (IFPI)                                                                               | —          | 2× Gold2   | Platin1      | 95.000      | hitparade.ch        |
| Spanien (Promusicae)                                                                         | —          | Gold1      | 3× Platin3   | 310.000     | elportaldemusica.es |
| Vereinigtes Königreich (BPI)                                                                 | 3× Silber3 | Gold1      | 16× Platin16 | 6.120.000   | bpi.co.uk           |
| Insgesamt                                                                                    | 3× Silber3 | 10× Gold10 | 32× Platin32 |             |                     |

## Auszeichnungen
- 1999: RSH-Gold[5]